# Esther Duysker
Esther Duysker (1985) is een Nederlandse scenarist en toneelschrijver.

## Biografie
Duysker groeide op in Grootebroek (Noord-Holland). Ze heeft twee jongere zussen, Lauren Duysker en journalist, presentatrice, actrice en programmamaakster Sosha Duysker (1991). Ze studeerde aan de Hogeschool voor de Kunsten Utrecht, waar ze in 2011 de opleiding Writing for Performance afrondde. Met haar speelfilmdebuut Buladó, geschreven samen met regisseur Eché Janga, won ze een Gouden Kalf voor beste lange speelfilm bij het Nederlands Film Festival 2020. Ze schreef een toneelbewerking van Othello van William Shakespeare, opgevoerd met als regisseur regisseur Daria Bukvić.
Ze vertaalde de drie toneelstukken van de Raisin-cyclus (A raisin in the sun (1959, Lorraine Hansberry), Clybourne Park (2010, Bruce Norris) en Beneatha's Place (2013, Kwame Kwei-Armah); opgevoerd in Nederland door Well Made productions in 2016, 2018 en 2019) en schreef voor Theater Rotterdam een eigen vervolg, The story of Travis (2023), als vierde deel van de cyclus. Bij met name Othello en het tweede deel van de Raisin-cyclus merkte ze dat er wel zwarte personages in het stuk zitten, maar dat het stuk niet vanuit hun perspectief wordt verteld, waardoor het een publiek van mensen van kleur minder aanspreekt. Voor The story of Travis werd Esther Duysker genomineerd voor de Toneelschrijfprijs.
Samen met collega-toneelschrijver Jibbe Willems startte ze bij Theater Frascati en Internationaal Theater Amsterdam het initiatief 'Het Schrijfhuis' voor jonge schrijvers.
Duysker werd in 2017 genomineerd voor de Black Achievement Award-stimuleringsprijs.
Haar toneelstuk Panic Room werd door Theater Utrecht opgevoerd in mei en juni 2024, met acteurs Abke Haring en Jacob Derwig en regisseur Floor Houwink ten Cate.
Ze heeft ook een verhaal gepubliceerd in de bundel AfroLit - Moderne literatuur uit de Afrikaanse diaspora, samengesteld door Dalilla Hermans (2020, Uitgeverij Pluim, ISBN 9789083073637).
Kunstenaar Brian Elstak, die constateerde dat er weinig kinderboeken waren met kinderen van kleur in de hoofdrol, ontwikkelde voor zijn eigen kinderen de trilogie Tori, Trobi en Lobi, waarvoor hij ook de illustraties maakte. De tekst van het eerste boek werd geschreven door Karin Amatmoekrim en de tekst van het tweede en derde boek door Duysker.

## Persoonlijk
Duysker woont in Amsterdam met haar vriendin.

## Appendix
- Gemeinsame Normdatei: 1201781639
- International Standard Name Identifier: 0000 0004 7236 1649
- Library of Congress Control Number: no2023073794
- Nederlandse Thesaurus van Auteursnamen: 419637230
- Virtual International Authority File: 108153833240064332315